# Drag Race España All Stars
Drag Race España All Stars est une émission de télé-réalité de compétition espagnole dérivée de Drag Race España et produite par World of Wonder, dans laquelle d'anciennes candidates de Drag Race España sont invitées afin de concourir dans le but de gagner leur place dans le Drag Race Hall of Fame.

## Format
Dans l'ensemble, le format d'émission de Drag Race España All Stars est similaire à celui de Drag Race España.

### Mini défi
Le mini défi consiste souvent en une tâche ordonnée aux candidates au début d'un épisode avec des prérequis et des limitations de temps. La ou les gagnante(s) du mini défi sont parfois récompensées par un cadeau ou un avantage lors du maxi défi. Certains épisodes ne présentent pas de mini défi.

### Maxi défi
Il peut s'agir d'un défi individuel ou d'un défi de groupe. Les thèmes des maxi défis sont très variés, mais sont souvent similaires de saison en saison : les candidates ont souvent pour défi de confectionner une ou plusieurs tenues selon un thème précis, parfois en utilisant des matériaux non conventionnels. D'autres défis se concentrent sur la capacité des candidates à se présenter face à une caméra, à se représenter sur de la musique ou humoristiques.

### Défilé
Après le maxi défi, les candidates défilent sur le podium principal de Drag Race España. Le défilé est composé de la tenue confectionnée par les candidates pour le défi ou d'une tenue au thème assigné aux candidates avant l'émission et annoncé au début de la semaine : cette tenue est généralement amenée au préalable par les candidates et n'est pas préparée dans l'atelier. Le défilé fait généralement partie du jugement final des candidates.

### Juges deDrag Race España All Stars
Après le défi et le défilé de la semaine, les candidates font face à un panel de jurés afin d'entendre les critiques de leur performance.
| Juge             | Saison     |
| Juge             | 1          |
| ---------------- | ---------- |
| Supremme de Luxe | Principale |
| Ana Locking      | Principale |
| Javier Calvo     | Principal  |
| Javier Ambrossi  | Principal  |

## Résumé des saisons
| Saison | Date de première diffusion | Date de dernière diffusion | Gagnante     | Seconde(s)           | Récompenses    |
| ------ | -------------------------- | -------------------------- | ------------ | -------------------- | -------------- |
| 1      | 4 février 2024             | 17 mars 2024               | Drag Sethlas | Samantha Ballentines | - 30 000 euros |

### Progression des candidates
|                    | Saison 1                         |
| ------------------ | -------------------------------- |
| Première diffusion | 4 février 2024                   |
| Épisodes           | 7                                |
|                    |                                  |
| Gagnante           | Drag Sethlas                     |
| Seconde(s)         | Samantha Ballentines             |
| 3e place           | Hornella Góngora Juriji Der Klee |
| 4e place           | Hornella Góngora Juriji Der Klee |
| 5e place           | Pupi Poisson                     |
| 6e place           | Sagittaria                       |
| 7e place           | Pakita                           |
| 8e place           | Onyx Unleashed                   |
| 9e place           | Pink Chadora                     |

### Saison 1 (2024)
La première saison de Drag Race España All Stars est diffusée pour la première fois sur ATRESplayer Premium le 4 février 2024. Le casting est composé de neuf candidates et est annoncé le 14 janvier 2024.